# Büchner-díj
A Büchner-díj (németül Georg-Büchner-Preis vagy röviden Büchnerpreis) egy német (korábban nyugatnémet) irodalmi díj.

## Története
A Weimari Köztársaság idején, 1923-ban alapították és Georg Büchner íróról nevezték el. Eredetileg Volksstaat Hessen helyi díja volt és nemcsak írók, hanem képzőművészek is megkapták. 1951-ben vált általános irodalmi díjjá, mióta évente a Deutsche Akademie für Sprache und Dichtung ítéli oda.

## Díjazottak 1951-ig
- 1923 Adam Karrillon (1853–1938) & Arnold Ludwig Mendelssohn (1855–1933; zeneszerző)
- 1924 Alfred Bock (1859–1932) & Paul Thesing (1882–1954; Maler)
- 1925 Wilhelm Michel (1877–1942) & Rudolf Koch (1876–1934; kalligráfus)
- 1926 Christian Heinrich Kleukens (1880–1954; nyomdász) & Willhelm Petersen (1890–1957; zeneszerző)
- 1927 Kasimir Edschmid (1890–1966) & Johannes Bischoff (kamaraénekes)
- 1928 Richard Hoelscher (1867–1943; Maler) & Well Habicht (szobrász)
- 1929 Carl Zuckmayer (1896–1977) & Adam Antes (szobrász)
- 1930 Nikolaus Schwarzkopf (1884–1962) & Johannes Lippmann (festőművész)
- 1931 Alexander Posch (festőművész) & Hans Simon (zeneszerző)
- 1932 Albert H. Rausch (álneve: Henry Benrath; 1882–1949) & Adolf Bode (festőművész)
- 1933–1944 nem osztották ki
- 1945 Hans Schiebelhuth (1895–1944)
- 1946 Fritz Usinger (1895–1982)
- 1947 Anna Seghers (1900–1983)
- 1948 Hermann Heiß (álneve: Georg Frauenfelder; 1897–1966; zeneszerző)
- 1949 Carl Gunschmann (festőművész)
- 1950 Elisabeth Langgässer (1899–1950)

## Az irodalmi díj kitüntetettjei
| Év   | Név                        | Nemzetiség               | Megjegyzés                                                                                  | Hiv    |
| ---- | -------------------------- | ------------------------ | ------------------------------------------------------------------------------------------- | ------ |
| 1951 | Gottfried Benn             | NSZK                     |                                                                                             |        |
| 1952 | nem osztották ki           |                          |                                                                                             |        |
| 1953 | Ernst Kreuder              | NSZK                     |                                                                                             |        |
| 1954 | Martin Kessel              | NSZK                     |                                                                                             |        |
| 1955 | Marie Luise Kaschnitz      | NSZK                     |                                                                                             |        |
| 1956 | Karl Krolow                | NSZK                     |                                                                                             |        |
| 1957 | Erich Kästner              | NSZK                     |                                                                                             |        |
| 1958 | Max Frisch                 | Svájc                    |                                                                                             |        |
| 1959 | Günter Eich                | NSZK                     |                                                                                             |        |
| 1960 | Paul Celan                 | Franciaország / Románia  |                                                                                             |        |
| 1961 | Hans Erich Nossack         | NSZK                     |                                                                                             |        |
| 1962 | Wolfgang Koeppen           | NSZK                     |                                                                                             |        |
| 1963 | Hans Magnus Enzensberger   | NSZK                     |                                                                                             |        |
| 1964 | Ingeborg Bachmann          | Ausztria                 |                                                                                             |        |
| 1965 | Günter Grass               | NSZK                     |                                                                                             |        |
| 1966 | Wolfgang Hildesheimer      | NSZK                     |                                                                                             |        |
| 1967 | Heinrich Böll              | NSZK                     |                                                                                             |        |
| 1968 | Golo Mann                  | NSZK                     |                                                                                             |        |
| 1969 | Helmut Heißenbüttel        | NSZK                     |                                                                                             |        |
| 1970 | Thomas Bernhard            | Ausztria                 |                                                                                             |        |
| 1971 | Uwe Johnson                | NSZK                     |                                                                                             |        |
| 1972 | Elias Canetti              | Bulgária                 |                                                                                             |        |
| 1973 | Peter Handke               | Ausztria                 | 1999-ben visszatérítette a pénzdíjat Jugoszlávia elleni NATO-bombázás elleni tiltakozásként |        |
| 1974 | Hermann Kesten             | NSZK                     |                                                                                             |        |
| 1975 | Manès Sperber              | Ausztria / Franciaország |                                                                                             |        |
| 1976 | Heinz Piontek              | NSZK                     |                                                                                             |        |
| 1977 | Reiner Kunze               | NSZK                     |                                                                                             |        |
| 1978 | Hermann Lenz               | NSZK                     |                                                                                             |        |
| 1979 | Ernst Meister              | NSZK                     | posztumusz                                                                                  |        |
| 1980 | Christa Wolf               | NDK                      |                                                                                             |        |
| 1981 | Martin Walser              | NSZK                     |                                                                                             |        |
| 1982 | Peter Weiss                | Svédország               | posztumusz                                                                                  |        |
| 1983 | Wolfdietrich Schnurre      | NSZK                     |                                                                                             |        |
| 1984 | Ernst Jandl                | Ausztria                 |                                                                                             |        |
| 1985 | Heiner Müller              | NDK                      |                                                                                             |        |
| 1986 | Friedrich Dürrenmatt       | Svájc                    |                                                                                             |        |
| 1987 | Erich Fried                | Ausztria                 |                                                                                             |        |
| 1988 | Albert Drach               | Ausztria                 |                                                                                             |        |
| 1989 | Botho Strauß               | NSZK                     |                                                                                             |        |
| 1990 | Tankred Dorst              | Németország              |                                                                                             |        |
| 1991 | Wolf Biermann              | Németország              |                                                                                             |        |
| 1992 | Tábori György              | Magyarország             |                                                                                             |        |
| 1993 | Peter Rühmkorf             | Németország              |                                                                                             |        |
| 1994 | Adolf Muschg               | Svájc                    |                                                                                             |        |
| 1995 | Durs Grünbein              | Németország              |                                                                                             |        |
| 1996 | Sarah Kirsch               | Németország              |                                                                                             |        |
| 1997 | Hans Carl Artmann          | Ausztria                 |                                                                                             |        |
| 1998 | Elfriede Jelinek           | Ausztria                 |                                                                                             |        |
| 1999 | Arnold Stadler             | Németország              |                                                                                             |        |
| 2000 | Volker Braun               | Németország              |                                                                                             |        |
| 2001 | Friederike Mayröcker       | Ausztria                 |                                                                                             |        |
| 2002 | Wolfgang Hilbig            | Németország              |                                                                                             |        |
| 2003 | Alexander Kluge            | Németország              |                                                                                             |        |
| 2004 | Wilhelm Genazino           | Németország              |                                                                                             |        |
| 2005 | Brigitte Kronauer          | Németország              |                                                                                             |        |
| 2006 | Oskar Pastior              | Németország / Románia    | posztumusz                                                                                  |        |
| 2007 | Martin Mosebach            | Németország              |                                                                                             |        |
| 2008 | Josef Winkler              | Ausztria                 |                                                                                             |        |
| 2009 | Walter Kappacher           | Ausztria                 |                                                                                             |        |
| 2010 | Reinhard Jirgl             | Németország              |                                                                                             |        |
| 2011 | Friedrich Christian Delius | Németország              |                                                                                             |        |
| 2012 | Felicitas Hoppe            | Németország              |                                                                                             |        |
| 2013 | Sibylle Lewitscharoff      | Németország              |                                                                                             | [ 1 ]  |
| 2014 | Jürgen Becker              | Németország              |                                                                                             |        |
| 2015 | Rainald Goetz              | Németország              |                                                                                             | [ 2 ]  |
| 2016 | Marcel Beyer               | Németország              |                                                                                             | [ 3 ]  |
| 2017 | Jan Wagner                 | Németország              |                                                                                             | [ 4 ]  |
| 2018 | Terézia Mora               | Magyarország             |                                                                                             | [ 5 ]  |
| 2019 | Lukas Bärfuss              | Svájc                    |                                                                                             | [ 6 ]  |
| 2020 | Elke Erb                   | Németország              |                                                                                             | [ 7 ]  |
| 2021 | Clemens J. Setz            | Ausztria                 |                                                                                             | [ 8 ]  |
| 2022 | Emine Sevgi Özdamar        | Németország / TUR        |                                                                                             | [ 9 ]  |
| 2023 | Lutz Seiler                | Németország              |                                                                                             | [ 10 ] |
| 2024 | Oswald Egger               | Németország              |                                                                                             | [ 11 ] |

## Lásd még
- Irodalmi díjak listája